# Electromiografie
Electromiografia este o tehnică electrofiziologică în diagnosticările neurologice de evaluare și înregistrare a activității musculare, pe baza detectării semnalelor electrice produse de mușchi. Este folosit un aparat numit electromiograf. Rezutatul investigării este o electromiogramă.